# 122 Leadenhall Street
122 Leadenhall Street – wieżowiec w Londynie (Wielka Brytania), w finansowej dzielnicy City of London, zaprojektowany przez brytyjskiego architekta Richarda Rogersa. Budynek nazywany "tarką do sera" (ang. Cheese Grater) ma wysokość 225 metrów i 48 kondygnacji. Obok znajduje się budynek korporacji ubezpieczeniowej Lloyd's of London, również zaprojektowany przez Rogersa.
W miejscu, gdzie zbudowany jest wieżowiec, znajdował się budynek o wysokości 54 metrów. Ukończony został w 1969 roku według projektu Gollins Melvin Ward Partnership, do pary z wieżowcem St Helen's, będącym siedzibą spółki ubezpieczeniowej Commercial Union. W 1992 roku budynek został mocno uszkodzony w wyniku ataku bombowego, dokonanego przez IRA (Provisional Irish Republican Army).
W latach 2007–2008 budynek został rozebrany. Kontrakt o wartości 16 milionów funtów podpisano z firmą McGee Group Ltd. Prace ukończono planowo po 105 tygodniach.
Projekt budowlany został przedstawiony władzom miasta w 10 lutego 2004 roku, a zatwierdzony w maju 2005 roku. Budynek ma stożkową szklaną fasadę i przypominającą drabinę stalową ramę sięgającą wierzchołka wieży. Ruch pionowy zapewnią zewnętrzne oszklone windy, podobne do tych w sąsiadującym budynku banku Lloyd's, zaprojektowanym przez tego samego architekta. Wadą niezwykłego projektu budynku jest stosunkowo mała powierzchnia biurowa (84 424 m²), zważając na wysokość konstrukcji.
Szacowany koszt projektu wynosi 286 milionów funtów.
122 Leadenhall Street jest jednym z kilku wieżowców, planowanych bądź budowanych w tym rejonie, obok Shard London Bridge, Bishopsgate Tower, 20 Fenchurch Street i 100 Bishopsgate.